# خوسه آلبرتو گواداراما
خوسه آلبرتو گواداراما (اسپانیایی: José Alberto Guadarrama‎؛ زادهٔ ۸ مهٔ ۱۹۷۲) بازیکن فوتبال اهل مکزیک بود.
از باشگاه‌هایی که در آن بازی کرده‌است می‌توان به باشگاه فوتبال نیکاکسا، باشگاه فوتبال کروز آزول، و باشگاه فوتبال لئون اشاره کرد.
وی همچنین در تیم ملی فوتبال زیر ۲۳ سال مکزیک بازی کرده‌است.